# プロ野球ワールドスタジアム'91
『プロ野球ワールドスタジアム'91』（プロやきゅうワールドスタジアムきゅうじゅういち）は、ナムコ（後のバンダイナムコゲームス）が1991年3月21日に日本で発売したPCエンジン・HuCARD用ソフト。
前作『プロ野球ワールドスタジアム』（1988年）から約3年のブランクを経て発売されたPCエンジンにおけるファミスタ（ワースタ）シリーズの第2作。アーケード版は本作が発売された同年より『SUPERワールドスタジアム』（1991年）へ移行しているため、前作と異なり「同名のアーケード版」は存在しない。

## 概要
前作からのブランクが長かったにもかかわらずシステム面の変更はほとんど無く、ファミコン版の『ファミスタ'91』（1990年）では既に導入されていた球場選択や打順設定などの細かい設定は出来ない。コンティニューは前作同様、パスワード方式。
本作の大きな特徴としては、PCエンジンで主流の野球ゲームとなっていたハドソンの『パワーリーグ』（1988年）と同様にマルチタップを使用して2〜4人のプレイヤーでの協力プレイが可能な点が挙げられる。投手数は前作と同様1チームにつき4名だが、先発3名+リリーフ1名に変更された（前作では先発2名+リリーフ2名）。ただし、前作と異なりリリーフ投手を先発に起用することが出来なくなっており、分業制が確立されている。また、先発投手をリリーフに出した場合は前作と異なり、その先発投手は次の試合でも登板が可能になっている。打者に関しては、ファミコン版では『ファミスタ'90』から導入されていたスイッチヒッターや『ファミスタ'88』（1988年）から導入されている好調選手が本作でも採用されている。また、前打席の成績も表示されるようになった。守備面では前作で初めて導入され賛否両論の有ったフライ・ライナー性の当たりの落球がプレイヤーの選択でオン/オフが可能になり、ダイビングキャッチを始めとするファインプレーも導入されている。
球場は前作に引き続きピッカリドーム1種類のみであるが、屋根が最新鋭の開閉式となっている。屋根を閉じた状態では高い打球が内野の屋根に当たると、ドーム球場内を飛んでいる飛行機に当たる。この飛行機が落下した時に選手がボールを取ろうとすると、エラーとなる。グラウンドも、人工芝で摩擦がかかるようになっており、威力が弱いゴロでは摩擦の影響で、フェンスに当たる前にボールが止まる。前作のように威力を保ったままゴロが一直線でフェンスに直撃することは無い。
グラフィック面では、野茂英雄のトルネード投法・村田兆治のマサカリ投法などの特徴的な投球フォームの再現に重点が置かれている。なお、前作ではCPUがフォークを多用していたのに対して本作のCPUはフォークボールを使用しない。

## ゲーム内容

### 球団
前作まで存在したレイルウェイズ・フーズフーズの連合チームがファミコン版から3年遅れて解消され、日本野球機構（NPB）所属の12球団をモデルにしたチームが全て出揃った。ただし、リーグ分けは為されておらず全球団がワースタリーグ（前作の「JAPAN LEAGUE」より改称）所属となっている。カッコ内はモデルとなったNPBの球団名。
- G：ガイアンツ（読売ジャイアンツ）
- C：カーズ（広島東洋カープ）
- W：ホイールズ（横浜大洋ホエールズ）
- D：ドラサンズ（中日ドラゴンズ）
- S：スパローズ（ヤクルトスワローズ）
- T：タイタンズ（阪神タイガース）
- L：ライオネルズ（西武ライオンズ）
- Bw[注釈 4]：ブルーウィンド[注釈 5]（オリックスブルーウェーブ） - 『ファミスタ'91』（1990年）までの「ブラボーズ」より改称。
- Bu：バッカルーズ（近鉄バファローズ）
- F：ファイアーズ（日本ハムファイターズ）
- O：オリエンツ（ロッテオリオンズ） - 前作では隠しチーム（白チーム）として登場していた。
- H：ホーネッツ[注釈 6]（福岡ダイエーホークス）
- N：ナムコスターズ - ナムコキャラクターのオールスターチーム。
- M：メジャーリーガーズ - MLBのオールスターチーム。前作ではスペシャルチーム扱いだった。

### スペシャルチーム
以下は1P戦でワースタリーグ所属の13球団に勝利すると登場する隠れチームである、プレイヤーは選択不可。
- P：プロスターズ - 前作のオールドスターズより改称。OB選手のオールスターチームで、オールドスターズ時代よりも能力が大幅に強化されている、一部メンバーが入れ替わっている。
- CH：チャンバラヒーローズ - 前作のオールドリームスが名称変更し、選手も野球漫画や野球アニメの登場人物から時代劇に登場する江戸時代の人物及びおぼしき人物の名前に差し替えられたチーム。オールドリームスがベースとなっている為、全ての打者が空振三振に打ち取れないスキルがそのまま付加されており、エラーが発生しにくくなっている、前作からの変更点としてエースのへいじはフォークを使わない代わりに驚異的なカーブを多用する。4番打者・みつくには打率.660、ホームラン数70本とプログラム上の最大の打率とホームラン数がそのまま反映されたデータとなっている、この他一部名前だけでなくデータも変更された選手がいる。

## 評価
ゲーム誌『ファミコン通信』の「クロスレビュー」では合計で27点（満40点）、『月刊PCエンジン』では90・95・90・95・90の平均92点（満100点）、『マル勝PCエンジン』では8・9・9・8の合計34点（満40点）、『PC Engine FAN』の読者投票による「ゲーム通信簿」での評価は以下の通りとなっており、22.40点（満30点）となっている。また、この得点はPCエンジン全ソフトの中で135位（485本中、1993年時点）となっている。同雑誌1993年10月号特別付録の「PCエンジンオールカタログ'93」では、「登板中の投手が疲れるとブルペンで投球練習が始まるなど、いろいろ芸が細かい」と紹介されている。
| 項目 | キャラクタ | 音楽 | 操作性 | 熱中度 | お買得度 | オリジナリティ | 総合  |
| 得点 | 3.63       | 3.38 | 4.05   | 4.02   | 4.03     | 3.28           | 22.40 |